# Фатті і Мейбл дрейфують
Фатті і Мейбл дрейфують (англ. Fatty and Mabel Adrift) — американська короткометражна кінокомедія Роско Арбакла 1916 року.

## Сюжет
Фатті — сільський хлопець, який одружується на своїй коханій, Мейбл. У них починається медовий місяць з собакою Фатті Люком, в котеджі на березі моря. Під час припливу Аль Ст. Джон (суперник Фатті) і його спільники переставили котедж на річку. Фатті та Мейбл проснувшись наступного ранку побачили себе в оточенні води в їх спальні, а будинок поплив за течією.

## У ролях
- Роско ’Товстун’ Арбакл — Фатті
- Мейбл Норманд — Мейбл
- Аль Ст. Джон — суперник Фатті
- Френк Гейз — батько Мейбл
- Мей Веллс — мама Мейбл
- Вейленд Траск — головний злочинець
- Глен Кавендер — ріелтор
- Джо Бордо — грабіжник
- Джиммі Браянт — грабіжник
- Люк Дог — Люк